# Дейвис, Джо (футболист, 1864)
Джоза́я Де́йвис (англ. Josiah Davies; 12 июля 1864 — 7 октября 1943), более известный как Джо́зеф Де́йвис и Джо Де́йвис — валлийский футболист, хавбек.

## Клубная карьера
Родился в городке Кевн Маур, Уэльс. Начал карьеру в местном клубе «Друидс» в 1882 году. В сезоне 1882/83 «Друидс» сенсационно добрался до пятого раунда (1/4 финала) Кубка Англии, уступив в нём будущему победителю турнира, клубу «Блэкберн Олимпик». В 1885 и 1886 годах в составе «Друидс» выиграл Кубок Уэльса.
В 1886 году вместе с двумя другими игроками «Друидс», братьями Даути (Джеком и Роджером), перешёл в английский клуб «Ньютон Хит». Официальный дебют Дейвиса за «Ньютон Хит» состоялся 30 октября 1886 года в матче первого раунда Кубка Англии против «Флитвуд Рейнджерс». Игра завершилась со счётом 2:2. Судья предложил играть дополнительное время, но игроки «Ньютон Хит» отказались, настаивая на проведении переигровки. В итоге «Ньютон Хит» получил техническое поражение, а в следующий раунд прошёл «Флитвуд Рейнджерс». На протяжении двух последующих сезонов клуб не играл в Кубке Англии в знак протеста. В сезоне 1887/88 клуб играл только в товарищеских матчах и в Кубке Манчестера и окрестностей, а в сезоне 1888/89 вступил в Комбинацию. Дейвис провёл в Комбинации 14 матчей и забил 2 мяча. В сезоне 1889/90 был создан Футбольный альянс. Дейвис сыграл в рамках этой лиги 21 матч и забил 2 мяча. В августе 1890 года он был продан в «Вулверхэмптон Уондерерс». Всего в составе «Ньютон Хит» провёл 52 официальных матча, в которых забил 7 мячей, а также 109 товарищеских матчей, в которых забил 19 мячей.
С 1890 по 1893 год выступал за «Вулверхэмптон Уондерерс». Провёл за клуб 34 матча. В 1893 году вернулся в «Друидс», где выступал ещё два сезона.

## Карьера в сборной
4 февраля 1888 года дебютировал за национальную сборную Уэльса в матче против сборной Англии, в котором англичане разгромили соперника со счётом 5:1. Всего провёл за сборную 7 матчей.

## После завершения карьеры
В 1895 году Дейвис завершил карьеру игрока в возрасте 31 года и стал фермером. Он владел мясной лавкой в своём родном Кевн Мауре до самой своей смерти в 1943 году.

## Семья
Три брата Джозефа также выступали за национальную сборную Уэльса: Ллойд (16 матчей), Роберт (1 матч) и Томас (4 матча).